# Центральний Кавказ
Центральний Кавказ — найвища і найпривабливіша частина Кавказького хребта. Центральний Кавказ локалізований між вершинами Ельбрусу і Казбеку.
Усі п'ятитисячники розташовані тут разом з їх численними льодовиками, включаючи один з найбільших — Безенгійський льодовик — 12,8 (?) км завдовжки.
Найпопулярніші вершини розташовані в Приельбруссі — Ушба (4700 м), Шхельда (4368 м), Чатин-тау (4411 м), Донгуз-Орунбаші (3769 м), НакраТау (4277 м; і льодовик Накра, Грузія), Донгузорун-Чегет-Карабаші (4454 м) та ін.
Тут же знаходиться і знаменита Безенгійська стіна з величним оточенням (Коштан-тау, Шхара, Джангі-тау, Дих-тау та ін.)

## Галерея
|         |                              |        |
| Ельбрус | Безенгійська стіна. Панорама | Казбек |

## Ресурси Інтернету
- Вікісховище має мультимедійні дані за темою: Центральний Кавказ
- Кавказ Енциклопедія Ризику[недоступне посилання з липня 2019]